# Karol Mészáros
Karol Mészáros (Galanta, 25 luglio 1993) è un calciatore slovacco, attaccante del ViOn Z.M.

## Carriera

### Club
Ha giocato nella prima divisione slovacca ed in quella ceca.

### Nazionale
Con la nazionale Under-21 ha partecipato alle qualificazioni agli europei di categoria.